# محله عطیفیه
عطیفیه (به عربی: العطيفية) یکی از محله‌های شیعه‌نشین شهر بغداد می‌باشد که در یک سمت پایان پل الصرافیه (به عربی: جسر الصرافية) در مسیر رود دجله و در مقابل محله سنی‌نشین وزیریه (به عربی: الوزيرية) قرار دارد.